# Paratanytarsus grimmii
Paratanytarsus grimmii är en tvåvingeart som först beskrevs av Schneider 1885.  Paratanytarsus grimmii ingår i släktet Paratanytarsus och familjen fjädermyggor. Arten har ej påträffats i Sverige. Inga underarter finns listade i Catalogue of Life.